# Fytogeografie
Fytogeografie je mezioborová vědní disciplína studující rozšíření rostlin na Zemi. Někdy je ztotožňována s geobotanikou neboli fytocenologií, což je obor zkoumající vegetaci na úrovni rostlinných společenstev. 
Hlavní součástí fytogeografie jsou botanika a geografie. Fytogeografie je součástí biogeografie. Za zakladatele tohoto oboru je považován Alexander von Humboldt.
„Fytocenologie je nauka o rostlinných společenstvech a jejich vztazích k vnějšímu prostředí.“ (J. Braun-Blanquet), zatímco „Fytogeografie je nauka o rozšíření rostlin a vegetace na Zemi v závislosti na vnějších podmínkách a jejich vývoji od nejstarších geologických dob“ (A. Humboldt). 
Název je utvořen ze starořeckých slov φυτόν (phytón), rostlina, a γεωγραφία (geographía),  geografie.

## Rozdělení
Fytogeografie se dělí na následující podobory:
- Areálová fytogeografie neboli chorologie – zabývá se rozšířením rostlin v rámci areálů, zkoumá jejich vývoj a vzájemně je porovnává.
- Historická fytogeografie neboli genetická fytogeografie – studuje flórogenezi, tedy změny a vývoj flór v čase a prostoru.
- Regionální fytogeografie – porovnává květeny a řadí je do květenných jednotek (tzv. fytochorionů).
- Geografie vegetace – zkoumá rostlinné formace (např. tropický deštný les, savana, atd.).

## Historie
I když se za zakladatele fytogeografie považuje Alexander von Humboldt (1769–1859), je nutné zmínit i jeho předchůdce. Nejvýznamnější z nich byl Theofrastos, který už ve 3. století př. n. l. popsal azonální formaci mangrovů v Indii.
V roce 1805 vydal Alexander von Humboldt spis, ve kterém vymezil fytogeografii jako vědu. Proto je považován za zakladatele tohoto vědního oboru. Dál zavedl pojem asociace, což je výrazný typ rostlinného společenstva s určitým floristickým složením; definoval pojmy flóra a vegetace; zdůraznil vliv klimatu na utváření rostlinných formací.
O 18 let později v roce 1823 vydává J. F. Schouw první příručku fytogeografie. V tomto spise Shouw definoval areálovou a regionální fytogeografii, popsal některé abiotické faktory, definoval areál (ač výrazu „areál“ nepoužil), vymezil svět na květenné regiony a zobrazil některé fytogeografické jevy na geografických mapách.
Z dalších jmen je nutno uvést F. J. Meyena, který použil poprvé termín areál, A. L. P. P. de Condolla (1806–1893), který zavedl termíny endemit, relikt a disjunkce, a A. H. R. Griselbacha, který vytvořil přehled vegetace Země podle vlivu klimatu. Dalšími významnými vědci působícími na poli fytogeografie byly O. Heer a A. Engler, který studoval genezi flór od třetihor po současnost.

### Česká fytogeografie
Pro rozvoj botanického výzkumu v Česku se zasloužilo především založení ústavu botaniky na Karlově univerzitě v roce 1770. Následně spousta odborníků i laiků zpracovávala spisy o květeně různých částí Česka.
Až v roce 1819 předložili bratři Karel Bořivoj a Jan Svatopluk Preslovi botanické veřejnosti dokončenou a vydanou českou květenu (Flora Čechica) s víc než 1500 rostlinnými druhy, čímž se snažili sjednotit poznatky o květeně z jednotlivých krajů Česka.
Prvním průkopníkem, který se mimo druhů rostlin zabýval taky jejich nalezišti, byl český florista Filip Maxmilián Opiz. Od 2. poloviny 19. století je významnou osobností botaniky Ladislav. J. Čelakovský (syn Františka Ladislava Čelakovského), který svým výzkumem tzv. Květeny okolí Pražského, inspiroval mnoho dalších osobností a začaly tak vznikat první fytogeografické studie. 
Mezi významné patří např. práce Jana Palackého (syna Františka Palackého) nebo Emanuela Purkyně (syna J. E. Purkyně)
Ve 20. století pak vystupuje celá řada botaniků, kteří se zabývají květenou konkrétních oblastí, vznikla celá řada botanických spolků zaměřená na flóru daných oblastí. Spolky většinu svých poznatků vydávali v odborných časopisech. Mezi významnější osobnosti tehdejšího fytogeografického výzkumu patří např. Josef Podpěra, Anežka Hrabětová-Uhrová, Karel Domin a mnoho dalších.
Během 2. světové války byl výzkum v oblasti fytogeografie utlumen, zvrat nastal až po osvobození v roce 1945, kdy vznikala velká řada dizertačních prací týkajících se fytogeografie určitých oblastí a taky další fytogeografické studie např. od Radovana Hendrycha. Opět byly vydávány odborné články např. v časopise Preslia
Ke konci 20. století vzniká rozsáhlá publikace Květena ČSSR, dnes přepracovaná jako Květena ČR od Slavíka a Hejného.